# 片石堂遗址
片石堂遗址，俗称岩厝，又名游朴读书洞，是位于中国福建省宁德市柘荣县黄柏乡黄柏村东南500米的一个清代古遗址，2007年7月入选第七批柘荣县文物保护单位。
片石堂遗址是一个天然岩洞，清朝康熙十六（1677年）九月，江西省南昌府新建县知县游龙告病还乡，隐居于此洞并取名“片石堂”。该洞位于山半腰，洞内东南长9米，西北宽2.3米，有东、南两个洞口。东洞口宽约2.5米，高2.2米，洞口外有块约8平方米平地，向毛石；南洞口宽1.2米，高2米。北壁上凿有两行相距1.5米、宽深各0.5米的竖行方形穴。